# حساسية الحليب
حساسية الحليب أو أَرجيَّة الحليب(1) هي ردُ فعلٍ مناعيٌ عكسيٌ لواحدٍ أو أكثر من بروتينات حليب البَقر. قد تظهرُ أعراضُ حساسية الحليب بسرعةٍ أو تدريجيًا، وتشملُ الأعراضُ سريعة الظهور صدمة الحساسية، وهي حالةٌ تهددُ حياة المريض وتتطلب تدخلًا علاجيًا بالإبينفرين، بالإضافة إلى تدابيرٍ علاجية أُخرى. أما الأعراضُ التدريجية، فقد تستغرقُ ساعاتٍ إلى أيامٍ للظهور، وتشملُ التهاب الجلد التأتبي، والتهاب المريء، والاعتلال المعوي الذي يؤثر على الأمعاء الدقيقة، وقد يحدث التهاب القولون والمستقيم.
تحدث 90% من حالات حساسية الطعام في الولايات المتحدة بسبب ثمانيةِ أطعمة، ويُعتبر حليب البقر أكثرها شيوعًا. أدى الإقرار بأنَّ عددًا صغيرًا من الأطعمة تُسبب غالبية حساسيات الطعام إلى وجودِ متطلباتٍ لإدراج هذه المُسببات في قائمةٍ واضحة على الملصقات الغذائية، بما في ذلك مُنتجات الحليب. إحدى وظائف الجهاز المناعي هي الدفاع عن الجسم ضد العداوى عبر تحديد والتعرف على البروتينات الغريبة، ولكن يجب أنَّ لا يحدث فرطٌ تحسسي لبروتينات الطعام. يعملُ حمضُ المعدة على إفساد معظم البروتينات، أي جعلها تفقد تكوينها ثلاثي الأبعاد، وبالتالي تفقد مؤرجيتها (خاصية إثارة الحساسية)، كما أنَّ حرارة الطبخ قد تملك نفس التأثير. يُعتبر التحمل المناعي من أساليب الحماية الأخرى ضد فرط التحسس لبروتينات الطعام.
من التدابير العلاجية لحساسية الحليب تجنب تناول مُنتجات الحليب أو أي طعامٍ يحتوي في مكوناته على صنف مُشتق من الحليب. بالنسبة للأشخاص الذين لديهم رد فعل مناعي سريع، فإنه يمكن لجرعة منخفضة كبضع ملليجرامات أن تكون قادرةً على إثارة استجابة تحسسية لذلك يُوصى لهم أن يمتنعوا عن منتجات الألبان بشكلٍ صارم. الإعلان عن وجود مقادير ضئيلة من الألبان أو مُنتجاته في الأطعمة ليس إلزاميًا في أي دولة عدا البرازيل.
يتأثر ما بين 2 % إلى 3 % من الأطفال الصغار والرُضع بحساسية الحليب، ولتقليل مخاطر الإصابة بحساسية الحليب يجب إرضاع المواليد رضاعة طبيعية أربعة أشهر على الأقل -ويُفضل ستة أشهر- قبل أنْ يتناولوا لبن الأبقار. إذا كانت العائلة لديها تاريخ مع حساسية الحليب يجب أخذ حساسية الصويا في الاعتبار وقتئذٍ حيث إن من 10 % إلى 15 % من الأطفال الذين يُعانون من حساسية الحليب يكون لديهم حساسية من الصويا. غالبية الأطفال يتخلصون من حساسية الحليب عند البلوغ، ولكن تستمر الحساسية لدى حوالي 0.4 % منهم. تُجرى حاليًا أبحاثٌ عن العلاج المناعي الفموي، ولكن حتى الآن فوائده غير واضحة.

## الأعراض والعلامات
يمكن لحساسيات الطعام أن تظهر بصورة سريعة (من دقائق لساعتين) أو بصورة متأخرة (من يومين لأسبوع). وقد تظهر بالصورتين معًا، وهذا يعتمد على آليات رد الفعل المناعي المُشاركة، فالخلايا البائية -إحدى أنواع خلايا الدم البيضاء- تتجمع بسرعة، فتنتج الغلوبيولين المناعي هـ أحد أنواع الأجسام المُضادة التي ترتبط بمولدات الضد، وبالتالي تحدث التفاعلات الخلوية بواسطة الغلوبيولين المناعي هـ، وتتضمن التفاعلات المتأخرة آليات مناعية بدون مشاركة الغلوبيولين المناعي هـ فيما يُعرف بالمناعة الخلوية حيث تشترك فيها الخلايا البائية والخلايا التائية والخلايا القاتلة الطبيعية وخلايا الدم الأخرى، وبخلاف التفاعلات بواسطة الغلوبيولين هـ فإنه لا تتكون جزيئات من الدلالات الحيوية التي تنتشر في الدم، وبالتالي فإنه لا يُتأكد من وجود الحساسية إلا بإزالة الطعام المُشتبه به من النظام الغذائي، ويُرى إذا كانت الأعراض قد زالت أم لا.
من الأعراض التي تظهر نتيجة آليات رد الفعل المناعي بواسطة الغلوبيولين المناعي هـ طفح جلدي وشرى وحكة في الفم أو الشفتين أو اللسان أو الحلق أو العينين أو الجلد أو في بعض المناطق الأخرى وتورم في الشفتين أو اللسان أو الجفون أو في كامل الوجه وعسر البلع واحتقان في الأنف وبحة الصوت وأزيز وضيق النفس وإسهال وألم البطن ودوار وإغماء وغثيان وتقيؤ، وهذه الأعراض تختلف من شخص لآخر وقد تختلف من عارض لآخر. تبدأ خطورة الحساسية عنما يتأثر الجهاز التنفسي والدورة الدموية، ويتمثل تأثر الجهاز التنفسي في الأزيز وانسداد المجرى الهوائي والزرقة بينما يتمثل تأثر الدورة الدموية في النبض الضعيف والبشرة الشاحبة والإغماء، وعندما تحدث هذه الأعراض يُطلق على رد الفعل التحسسي صدمة الحساسية، وصدمة الحساسية هذه تحدث عندما تَنْشَط الغلوبيولينات المناعية هـ كما تتأثر أجزاء الجسم التي لا تتلامس مُباشرة مع الطعام وتظهر عليها أعراض شديدة، وإذا لم تُعالج هذه الأعراض فقد يؤدي ذلك إلى توسيع الأوعية ونادرًا الوفاة.
بالنسبة لحساسية الحليب، فإنَّ الاستجابة المناعية بالغلوبيولين المناعي «هـ» أقل شيوعًا من سائر الاستجابات المناعية الأخرى. وجود بعض الأعراض المحددة مثل الوذمة الوعائية أو التهاب الجلد التأتبي هو غالبًا أكثر ارتباطًا بالحساسيات الناتجة بفعل الاستجابة المناعية بالغلوبيولين المناعي هـ بينما الأعراض المرتبطة بباقي الاستجابات المناعية الأخرى تتمثل في الأعراض المَعِدية المعوية بدون أعراض جلدية أو تنفسية. ضمن آليات رد الفعل المناعي جميعها - ما خلا الاستجابة بالغلوبيولين المناعي «هـ» يميز الأطباء بين التهاب المعي الدقيق والقولون المستحث بالبروتين الغذائي [الإنجليزية] والتهاب المستقيم والقولون التحسسي المستحث بالبروتين الغذائي والاعتلال المعوي المستحث بالبروتين الغذائي، والأطعمة الشائعة المُسببة لهذه الأمراض هي حليب الأبقار وأطعمة الصويا ويشمل ذلك غذاء الصويا للأطفال. يُعتبر التهاب المستقيم والقولون التحسسي المستحث بالبروتين الغذائي هو الأقل وطأةً من ضمن هذه الأمراض ويتسم ببراز دموي متقطع أما الاعتلال المعوي المُستحث بالبروتين الغذائي فإنه يُتعرف عليه من خلال الإسهال المزمن الذي يزول بمُجرد إزالة الطعام المُسبب له من النظام الغذائي للرضيع بينما يكون التهاب المعي الدقيق والقولون المستحث بالبروتين الغذائي هو الأشد وطأةً ويتسم بالتقيؤ المُستمر من ساعة إلى 4 ساعات بعد تناول الطعام المُسبب للحساسية إلى أن يصل المرء إلى حالة النعاس والخمول، ويمكن أن يستمر الإسهال المائي أو الدموي من 5 إلى 10 ساعات بعد تناول الوجبة المُسببة للحساسية إلى أن يصل المرء إلى التجفاف وانخفاض ضغط الدم. قد يتحسس الرُّضَع من غذاء الصويا إذا كانوا يتحسسون من الألبان والعكس وبالعكس. وقد وُضِعت إرشادات دولية مُتفق عليها لتشخيص وعلاج التهاب المعى والقولون التحسسي.

## آلية حدوث المرض
تُصنَّف الحالات التي تسببها الحساسيات الغذائية تُصنف ثلاث مجموعات، وذلك وفقًا لآليات رد الفعل المناعي التحسسي:
1. الحالات المُسببَة بواسطة الاستجابة المناعية بالغلوبيولين المناعي هـ، وهي الأكثر شيوعًا وانتشارًا حيث تحدث تغيرات حادة بعد تناول الطعام بوقتٍ قصير، وقد تتطور إلى صدمة الحساسية.
2. الحالات المُسببَة بواسطة جميع آليات رد الفعل المناعي عدا بواسطة الغلوبيولين المناعي هـ، وهي قد تحدث بعد تناول الطعام بساعاتٍ أو أيام، فيكون تشخيصها صعبًا ومُعقدًا.
3. الحالات المُسببَة بواسطة آليات رد الفعل المناعي بالغلوبيولين المناعي هـ أو بغيره، وهي مزيجٌ من النوعين السابقين.

إن ردود الفعل التحسسية بشكلٍ عام هي استجابة مُفرطة من الجهاز المناعي ضد موادٍ غير ضارة، مثل: بروتينات الأطعمة التي نتناولها، فهناك بعض البرتينات تثير ردود الفعل التحسسية بينما البعض الآخر لا يفعل ذلك. من النظريات التي تفسر الحساسية ضد البروتينات هي «مُقاومة البروتينات للهضم»، فعندما يصل عدد كبير من البروتينات السليمة إلى الأمعاء الدقيقة تنشط خلايا الدم البيضاء التي تقوم بالاستجابة المناعية، أما عندما تكون جزيئات البروتينات متدهورة من الناحية التركيبية بفعل حرارة الطهي تكون أقل حساسية. يُمكن تقسيم الاستجابة المناعية التحسسية إلى طورين: استجابة حادة تحدث فورًا بعد التعرض لإحدى مُسببات الحساسية، والتي يُمكن أن تخمد وتنتهي أو تتطور إلى الطور الثاني، وهو «رد الفعل في المرحلة المُتأخرة» مما يطيل أمد ظهور أعراض الاستجابة المناعية، ويؤدي ذلك إلى تلف المزيد من الأنسجة.
في المراحل المبكرة من رد الفعل الحاد التحسسي، ترتبط الخلايا الليمفاوية ببروتين أو جزء من البروتين ووتفاعل معه بسرعة عن طريق إنتاج نوعٍ من الأجسام المُضادة وهو الغلوبيولين المناعي هـ المُفرز والذي يدور في الدم وترتبط به مُستقبلات خاصة موجودة على سطح الأنواع الأخرى من الخلايا المناعية كالخلايا الصارية النشطة والخلايا القاعدية، وكلاهما يدخلان في الاستجابة المناعية الحادة. تدخل الخلايا الصارية النشطة والخلايا القاعدية في عملية التحلل التي يُطلق خلالها في الأنسجة المُحيطة الهيستامين والمواد الكيميائية الأخرى المُسببة للالتهاب مثل السيتوكينات والإنترليوكينات واللوكوترايين والبروستاغلاندين مُسببةً آثار جهازية عدة كالتوسيع الوعائي وإفراز الغشاء المخاطي والإثارة العصبية وتقلص العضلات الملساء مما يؤدي إلى سيلان الأنف والحكة وضيق النفس واحتمالية حدوث صدمة الحساسية. يُمكن أن تكون الأعراض واسعة الانتشار في أجهزة الجسم -وهو ما يُعرف بالحساسية التقليدية- وقد تتموضع في جزء محدد من الجهاز، مثل الربو في الجهاز التنفسي والإكزيما في الجلد، وهذا يعتمد على الشخص والمادة المُسببة للحساسية وطريقة الإدخال.
بعد أن تخمد المواد الكيميائية السابق ذكرها المولدة للالتهاب غالبًا ما تحدث استجابات المرحلة المُتأخرة أو الطور الثاني نتيجة هجرة خلايا الدم البيضاء كالخلايا المتعادلة والخلايا الليمفاوية والخلايا الحمضية والخلايا البلعمية الكبيرة إلى مواقع الاستجابات المناعية الأولية، وعادةً ما يُلاحظ ذلك بعد ساعتين إلى 24 ساعة من التفاعل الأصلي الابتدائي. السيتوكينات التي تفرزها الخلايا الصارية قد تلعب دورًا في استمرار الآثار طويلة المدى، وتختلف الاستجابة المناعية المُتأخرة في الربو اختلافًا طفيفًا عما يظهر في الاستجابات التحسسية الأخرى على الرغم من أنها تتكون من إفراز مواد كيميائية من الخلايا الحمضية.
وُجِدَ أن البروتينات الرئيسية المسببة للحساسية من حليب البقر هم ستة: أربعة من بروتينات الكازين، وهم: (αs1، αs2، β، κ)، واثنان من بروتينات مصل اللبن، وهما: ألبيومين اللبن ألفا وألبومين اللبن بيتا. في جميع آليات رد الفعل المناعي عدا بواسطة الغلوبيولين المناعي هـ، قد يحدث تفاعل متصالب مع بروتين الصويا. يمكن أن تقلل الحرارة من رد الفعل التحسسي لذلك فإن مكونات الألبان في المخبوزات أقل إثارة للحساسية من الحليب أو الجبن. في حساسية الحليب تكون آليات الاستجابة المناعية بدون الغلوبيولين المناعي هـ أكثر شيوعًا من الاستجابة المناعية من الغلوبيولين المناعي هـ، فالنوع الأول من الاستجابة المناعية يمكن أن يظهر تأثيره على شكل التهاب الجلد التأتبي وأعراض مَعِدية معوية خاصةً عند الرضع والأطفال الصغار. قد يتأثر البعض بكلا النوعين من الاستجابات المناعية حيث قد يتحسس الطفل عند تناول الطعام عن طريق الفم، فتظهر الأمراض التنفسية والشرى، وبعد ذلك بيوم أو بيومين يظهر التهاب الجلد التأتبي والأعراض المعدية المعوية، والتي تشمل الإسهال المزمن وظهور الدم في البراز والارتجاع المعدي المريئي والإمساك والقيء المزمن والمغص.

## التشخيص

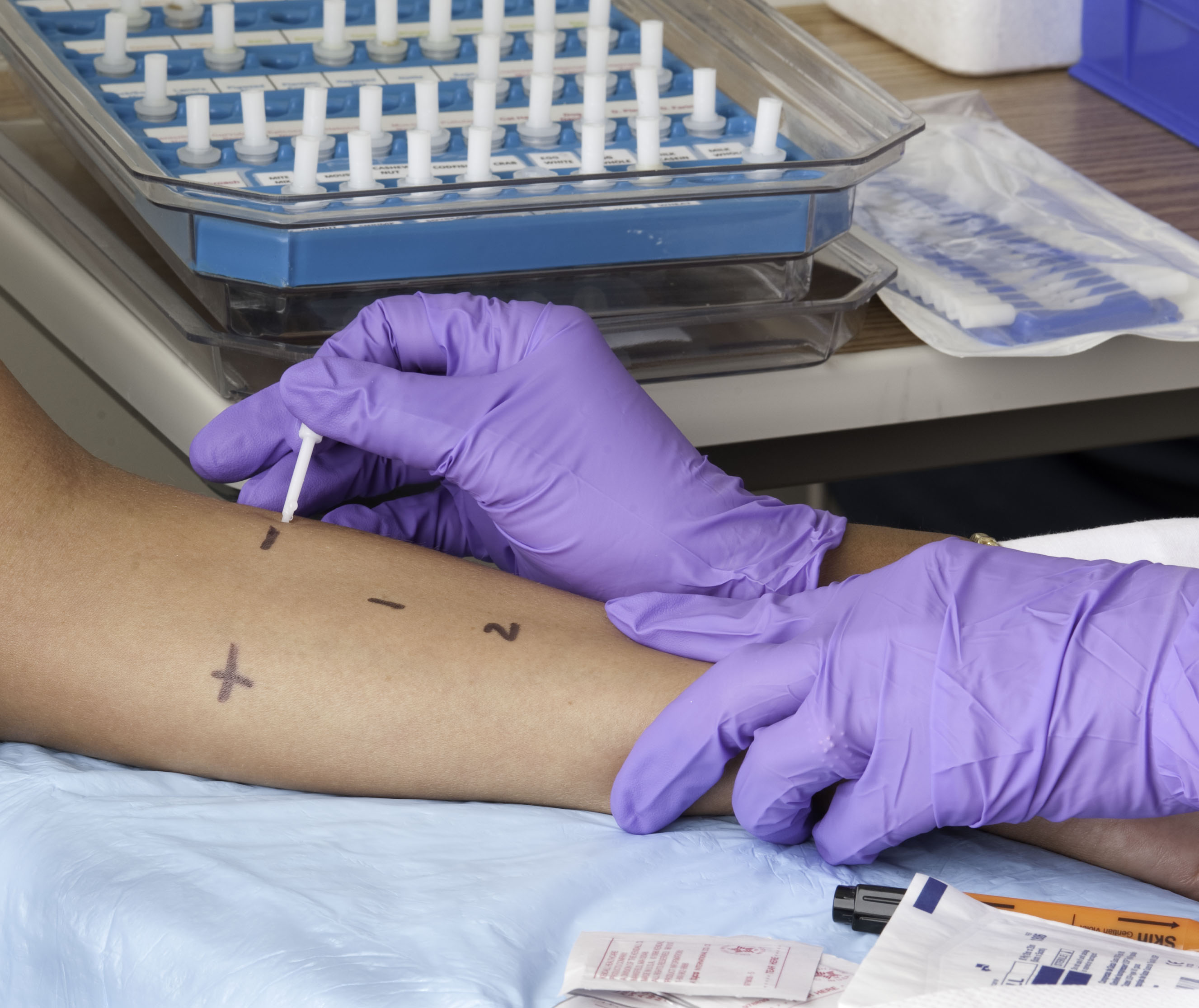
اختبار حساسية الجلد يعطي نتيجة إيجابية عندما يتكون شرى نتيجة الاختبار

يستند تشخيص حساسية الحليب إلى السيرة المرضية التي تتضمن تفاعلات حساسية، وكذلك اختبار حساسية الجلد، واختبار الرقعة، وقياس كمية الغلوبيولينات المناعية هـ النوعية الخاصة ببروتين الحليب، على الرغم من أن غياب الغلوبيولينات المناعية هـ لا ينفي وجود الحساسية المتوسطة بالغلوبيولينات المناعية الأخرى، والتي توصف حينها بأنها حساسية متوسطة بالخلايا (حساسية خلوية). ويتم التأكد من خلال الدراسات الموجهة بالإيجاء والتجارب ثنائية التعمية، التي يُجريها المتخصص في الحساسية.
لكل من اختبار حساسية الجلد والغلوبيولينات المناعية هـ نوعية تبلغ 68% و 48% على التوالي، وحساسية تبلغ حوالي 88% لكل منهما، مما يعني أن هذه الاختبارات ستكتشف غالبا عن حساسية الحليب، مع وجود احتمالية أن تكون إيجابية زائفة نتيجة مسببات الحساسية الأخرى.
بُذلت عدد من المحاولات الهادفة للتعيين الدقيق لاستجابة اختبار حساسية الجلد والغلوبيولينات المناعية هـ بشكل يكفي لتجنب الحاجة لتأكيدها باختبارات ودراسات أخرى (انظر أعلاه)، وذكرت مراجعة منهجية أنه في حالة الأطفال الأصغر من عامين تكون الحدود القاطعة في اختبار حساسية الجلد والغلوبيولينات المناعية هـ أكثر تجانسًا كما أنه يُمكن اقتراحها، أما في الأطفال الأكبر سنًا فإنها تكون أقل تماسكا، وخلصت الدراسة إلى أنه «لا يوجد أي من الحدود القاطعة المقترحة في الأدبيات يُمكن استخدامه للإثبات المؤكد على تشخيص حساسية لبن البقر، سواء اللبن المبستر الطازج أو لبن الفرن».

### التشخيص التفريقي
يحدث الخلط أحيانا بين أعراض حساسية الحليب والاضطرابات الأخرى التي تُظهر أعراض سريرية مشابهة، مثل عدم تحمل اللاكتوز، والالتهاب المعدي المعوي، والداء البطني، والتحسس الغلوتيني اللابطني، وداء الأمعاء الالتهابي، والتهاب المعدة والأمعاء اليوزيني، وقصور البنكرياس خارجي الإفراز [الإنجليزية]، وغيرها.

#### عدم تحمل اللاكتوز

التحلل المائي لسكر اللاكتوز الثنائي ينتج عنه جلوكوز وجلاكتوز

تختلف حساسية الحليب عن عدم تحمل اللاكتوز، حيث يُمثل الأخير شكل من أشكال عدم تحمل الطعام لأسباب غير تحسسية، وسبب عدم تحمل اللاكتوز هو نقص إنزيم اللاكتيز في الأمعاء الدقيقة، الذي يقوم بتكسير (هضم) سكر اللاكتوز إلى جلوكوز وجلاكتوز، ويصل سكر اللاكتوز الغير مهضوم (بسبب نقص الانزيم) والغير قابل للامتصاص إلى الأمعاء الغليظة، فتستخدمه البكتيريا الموجودة هناك، وتنطلق غازات الهيدروجين وثاني أكسيد الكربون والميثان، مُسببة آلام في البطن وأعراض أخرى، إلا أن عدم تحمل اللاكتوز لا يسبب تلفًا في الجهاز الهضمي.
يشتمل عدم تحمل اللاكتوز على أربعة أنواع: الأولي والثانوي والتنموي والخلقي، حيث يُمثل عدم تحمل اللاكتوز الأولي انخفاض كمية ونشاط إنزيم اللاكتيز مع تقدم العمر. فيما يُعزى عدم تحمل اللاكتوز الثانوي إلى إصابات الأمعاء الدقيقة، مثل العدوى أو مرض التهاب الأمعاء أو غيرها من الأمراض. أما عدم تحمل اللاكتوز النمائي فيُصيب الأطفال الخدج وعادة ما يتحسن خلال فترة زمنية قصيرة. ويُعتبر عدم تحمل اللاكتوز الخلقي اضطراب جيني حيث يقل أو ينعدم فيه وجود إنزيم اللاكتيز منذ الولادة.

## الوقاية
تناولت الأبحاث في موضوع الوقاية مسألة ما إذا كان من الممكن الحد من خطر الإصابة بالحساسية في المقام الأول، وخلصت المراجعات إلى أنه لا يوجد دليل قوي على التوصية بتغيير النظام الغذائي للنساء الحوامل أو المرضعات كوسيلة لمنع تطور حساسية الطعام عند أطفالهن. وبالنسبة لأمهات الأطفال الذين يُعتبرون عرضة لخطر الإصابة بحساسية حليب الأبقار بسبب السيرة المرضية العائلية (وجود المرض في أحد أفراد العائلة)، فهناك بعض الأدلة على أن الأم المرضعة التي تتجنب مسببات الحساسية قد تقلل من خطر الإصابة بالإكزيما، لكن مراجعة مؤسسة كوكرين خلصت إلى الحاجة للمزيد من البحوث حول الأمر.
توصي التوجيهات الإرشادية الصادرة عن مختلف المنظمات الحكومية والدولية بإرضاع الأطفال رضاعة طبيعية بشكل حصري لمدة 4-6 أشهر لتقليل مخاطر الحساسية لأدني درجة. ولا يبدو أن هناك أي فائدة (فيما يتعلق بالحساسية) من تمديد تلك الفترة أكثر من ستة أشهر. وإذا قررت الأم المرضعة البدء في إرضاع الطفل باستخدام حليب الأطفال الصناعي قبل أربعة أشهر، فإن التوجيهات توصي باستخدام تركيبات تحتوي على بروتين حليب البقر.
هناك اعتبارات أخرى تُؤخذ في الحسبان عندما وجود سيرة مرضية عائلية لحساسية الحليب، وتشمل الخيارات الثلاثة لتجنب التركيبات التي تحتوي على بروتينات سليمة لحليب الأبقار: إما استبدالها بمنتج يحتوي على بروتينات حليب متحللة بشكل كبير، أو تركيبات غير لبنية، أو تركيبات معتمدة على الأحماض الأمينة. حيث أن التحلل المائي للبروتينات السليمة إلى أجزاء صغيرة يقلل، نظريا، من إمكانية حدوث الحساسية.
وافقت إدارة الغذاء والدواء الأمريكية عام 2016 على مطالبة تسمية بروتين مصل الحليب المتحلل بأنه ضعيف التأريخ [الإنجليزية]. إلا أن التحليل التلوي المنشور في نفس العام قد شكك في هذا الادعاء، وخلص إلى أنه بناء على عشرات التجارب السريرية، فإنه ليس هناك أدلة كافية تدعم الادعاء القائل بأن الصيغ المحللة جزئياً يمكن أن تقلل من خطر الأكزيما. وتعتبر تركيبة الصويا بديلاً شائعاً، ولكن الرضع الذين يعانون من حساسية الحليب قد يكون لديهم أيضًا حساسية لتركيبة الصويا. كما أن تركيبات الأرز المحللة تُعتبر أحد الخيارات، وكذلك التركيبات المعتمدة على الأحماض الأمينة عالية التكلفة.

## العلاج
الحاجة إلى نظام غذائي خالٍ من الألبان ينبغي أن تُقيَّم كل 6 شهور عن طريق اختبار المُنتجات التي تحتوي على كمية من الحليب بصورة مُنخفضة على سلم الحليب، مثل الأطعمة المطبوخة بالكامل -أي الأطعمة التي تحتوي على الحليب، وقد حدث للبروتينات الموجودة فيها تمسخ أو إفساد حيوي- انتهاءً بالجبن الطازج والحليب، ويُعتبر القضاء على الحساسية بطريقة العلاج المناعي عن طريق الفم طريقة تجريبية
علاج الأعراض الناتجة عن حساسية الحليب يختلف اعتمادًا على حساسية الفرد حيث تُستخدم مُضادات الهستامين، مثل الديفينهيدرامين أحيانًا كعلاج لها، وأحيانًا يُستخدم البريدنيزون لعلاج الحالة المُتأخرة من فرط التحسس من النمط الأول. أما في حالة الحساسية المُفرطة، فيتطلب ذلك أحيانًا العلاج باستخدام قلم إيبنفرين، وهو جهاز حقن مُصمم لكي يُستخدم من قبل أي شخص حتى لو كان غير ماهر بالرعاية الطبية، وهذا يكون مُبررًا في حالات الطوارئ، ولكن هناك حاجة لجرعة ثانية في 16-35% من الحالات

### تجنب منتجات الحليب
يرى مُعظم الناس أنه يجب تجنب أي مُنتج يحتوي في مكوناته على منتجات الحليب، والسبب في ذلك هو صغر الجرعة القادرة على إثارة الحساسية خاصة عند الرُضَّع حيث يوجد 5% منهم قد يصابوا بحساسية الحليب من 30 ملليجرام من بروتين مُنتجات الألبان، وفي نفس الوقت يوجد 1% منهم يمكن أن يُصاب بالحساسية بفعل ملليجرام واحد، وحسب بعض النشرات الحديثة فإن 0.1 ملليجرام من بروتين حليب الأبقار قادر على إثارة حساسية الحليب لدى 1% من الناس.
في بعض البلدان لا بد أن تُكتب قائمة مُحتويات لمكونات أي مُنتج، وخصوصًا يجب ذكر المواد المُسببة لحساسية الحليب في المُنتجات التي قد يكون وجود الحليب فيها غير معلوم بخلاف بعض المُنتجات التي يتضح جليًا أنها تحتوي على بروتين الحليب، مثل: الجبن والكريمة والحليب الرائب والزبدة والسمن والزبادي؛ لذا ينبغي على أي شخص لديه أو يهتم بشخص لديه حساسية الحليب أن يقرأ بعناية مكونات أي صنف أو أي طعام يتناوله حيث في بعض الأحيان قد تتعرض بعض الأصناف التُجارية المعروفة لبعض التغيرات
في الولايات المتحدة الأمريكية، جميع الأطعمة -باستثناء اللحوم والدجاج ومُنتجات البيض المُعالجة والمشروبات الكحولية- إذا احتوت على صنفٍ واحدٍ على الأقل مُستخلص من مواد مُسببة للحساسية لا بُد أن يُكتب اسم هذا الصنف بين قوسين بعد اسم الغذاء -على سبيل المثال: الكازين (حليب)- أو بدلًا عن ذلك يمكن كتابة تنويه مُنفصل بجوار قائمة المُحتويات على شكل عبارة «يحتوي على الحليب» حيث إن بعض مُنتجات الألبان بها بروتينات مُسببة للحساسية، مثل: الكازين ومصل اللبن وبروتين مصل اللبن، وغيرها، وتقوم مُنظمة الغذاء والدواء الأمريكية بسحب أي مُكونات مُسببة للحساسية غير مُعلَن عنها، وقد قامت جامعة ويسكونسن بإصدار قائمة من الأطعمة التي قد تحتوي على بروتينات الألبان المُسببة للحساسية، ولكن القائمة ليست شاملة، ولا تحصر جميع الأطعمة المُشتملة على بروتين الألبان، ومن بعض الأمثلة التي تحتويها القائمة:
- الخبز والأطعمة الجاهزة المطبوخة والحلويات
- الكراميل وحلوى النوجا
- الحبوب والمقرمشات
- العلكة
- الشوكولاتة (البيضاء أو السوداء)
- الحساء الكريمي
- صلصة المعكرونة الكريمية
- توابل السلطات الدسمة
- مشروب البيض [الإنجليزية]
- البطاطس المقلية ذات النكهة
- الهوت دوغ واللانشون
- البطاطس المهروسة الجاهزة
- السمن النباتي
- مشروبات الأغذية الطبية
- مبيض القهوة
- الفواكه المُثلَّجة
- البودينغ والكاستر

هُناك فارق أيضًا بين جملة «يحتوي على ___»، وجملة «قد يحتوي على ___». تعني الجملة الأولى تعني أن بعض المواد المُسببة لحساسية الحليب قد أُضيفت بصورة مُتعمَدة؛ لأن هذه المواد تكون مكون أساسي لهذا الطعام أما الجملة الثانية فتشير إلى إمكانية إضافة أحد مُنتجات الألبان بشكل غير مقصود أثناء عملية النقل أو التخزين أو التصنيع، وهذا الأمر يُشار إليه بمصطلح «التمييز الوقائي ضد مُسببات الحساسية» (PAL)
لا ينبغي استخدام الحليب من الأنواع الأخرى من الثدييات، مثل: الماعز والأغنام، وغيرهما كبديل عن حليب الأبقار حيث إن بروتينات الحليب من الثدييات الأُخرى تكون متصالبة التفاعل، ومع ذلك يستطيع بعض المُصابين بحساسية حليب البقر تحمل حليب الماعز والأغنام، والعكس صحيح، ويُمكن لبعضهم أيضًا أن يتحمل حليب الإبل والخنازير والرنة والخيول والحمير في بعض الحالات، واختبرت منتجات البروبيوتيك أيضاً، واُكتشِف أنها تحتوي على بروتينات حليب لم يُشَر إليها على المُلصقات

### التفاعلية التصالبية مع لبن الصويا
لا يزال الأطفال الصغار والأطفال الرضع -سواء كانوا يرضعون طبيعيًا 100 % أو يتغذون على لبن الأطفال المُصنع- يكونون عُرضة لحليب الأبقار المُختلطة وحساسية بروتين الصويا، والتي يُشار إليها باسم «الحساسية المُفرطة لبروتين صويا الحليب»، وقد تناول موقع حكومة الولايات المُتحدة الأمريكية هذا المفهوم مُضيفًا توصيته التي ينصح فيها الأمهات المُرضعات بأن يتوقفن عن تناول الأطعمة التي تحتوي على مُنتجات الألبان أو فول الصويا، ولكن في مُقابل هذه التوصية، فقد ذكرت إحدى الدوريات العلمية المنشورة أنه لا يوجد دليل كافٍ على استنتاج أن تجنب الأمهات لهذه الأطعمة سيمنع أو يُعالج أعراض الحساسية للأطفال الرضع
هُناك مُراجعة علمية أُجريت بخصوص حساسية الحليب وحساسية الصويا والتفعالية التصالبية بينهما، وقد جاء أن نسبة الإصابة بين الأطفال بحساسية الحليب تتراوح بين 2.2 % و2.8 %، وتقل هذه النسبة مع التقدم في العمر بينما كانت نسبة الإصابة بين الأطفال بحساسية الصويا تتراوح بين صفر % و0.7، وبناءً على العديد من الدراسات التي جاءت في هذه المُراجعة فإن من 10 % إلى 14 % من الأطفال الصغار والرُضع المُصابين بحساسية الحليب قد يكونون مُعرضين للإصابة بحساسية من الصويا، وفي بعض الحالات يكون لهم رد فعل سريري بعد تناول طعام يحتوي على الصويا. لم يذكر البحث ما إذا كان السبب هو وجود نوعين مُختلفين من الحساسية لدى هذه الحالات أو أن السبب هو حدوث تفاعل مُتصالب بسبب التشابه الكبير في تركيب البروتين كما يحدث بين حليب الأبقار وحليب الماعز. تشير التوصيات إلى أن الأطفال الرُضع الذين شُخصوا بأنهم مُصابون بحساسية من حليب الأبقار يجب أن تُبدل تركيبة الحليب الذي يتناولونه بحيث يكون اللبن يتكون من بروتين مُتحلل مائيًا بدلًا من بروتين الصويا

## تطور المرض
عادةً ما تظهر حساسية الحليب في السنة الأولى من العمر ويتغلب معظم الأطفال على حساسية الحليب في سن العاشرة. أبلغت إحدى التجارب السريرية الكبيرة أن 19% من الأطفال يتغلبون على حساسية الحليب في سن الرابعة، وتصل هذه النسبة إلى 42% في سن الثامنة وإلى 64% في سن الثانية عشر وإلى 79% في سن السادسة عشر. غالبًا ما يكون للأطفال القدرة على تحمل الحليب وعدم التحسس منه عندما يكون مكونًا في المخبوزات مُقارنة بصورته في الحالة السائلة. في حالة استمرار حساسية الحليب مع الطفل في مرحلة البلوغ، فقد تظهر عليه بعض الأعراض، مثل: الحساسية المفرطة وحدوث استجابة قوية لاختبار وخز الجلد والتحسس من الأطعمة المخبوزة المحتوية على الحليب، وتواجد الغلوبيولين المناعي هـ في مصل الدم. يكون احتمال التعافي أكبر إذا كان مستوى الغلوبيولين المناعي هـ في الدم أقل أو في حالة غياب الحساسية بواسطة الغلوبيولين المناعي هـ بحيث يكون سبب الحساسية هو المناعة بالخلايا الوسيطة وليس بالغلوبيولين المناعي هـ. قد يكون للمصابين بحساسية لبن البقر حساسيةٌ تجاه لحوم الأبقار، وتبدو هذه الحساسية يصورة أكبر في اللحوم غير الناضجة أكثر من اللحم المطبوخ جيدًا، لذا يبدو أن البروتين المُسبب للحساسية هو ألبيومين مصل البقر.
لحساسية الحليب عواقب وتبعات، فحسب الإحصاءات التي أجرتها الحكومة الأمريكية في مجال الغذاء والصحة من عام 2007 إلى عام 2010 على 6189 طفلًا تتراوح أعمارهم من الثانية إلى السابعة عشر وُجِد أن الأطفال المُصابين بحساسية حليب اليقر وقت الاستطلاعات متوسط وزنهم وطولهم أقل بكثير من أقرانهم غير المُصابين بهذه الحساسية، ولم تنطبق هذه المُلاحظة على الأطفال المُصابين بحساسيات الطعام الأخرى، وعند تقييم نظامهم الغذائي لُوحِظ انخفاضٌ كبيرٌ في تناول الكالسيوم بنسبة 23% وانخفاضٌ في فيتامين د وإجمالي السعرات الحرارية.

## انتشار المرض
تتراوح نسبة الأطفال المُصابين بحساسية الحليب في الدول المتقدمة بين 2% و3%، وهذه النسبة قائمة على الحساسية التي سببتها الغلوبيولينات المناعية (الأجسام المُضادة) حيث إن أرقام الحساسية التي سببتها المناعة الخلوية غير معروفة. تنخفض نسبة الإصابات مع تقدم الأطفال في السن. أظهرت بيانات المسح الوطني في الولايات المتحدة الذي أُجري في عامي 2005 و2006 أنه بدءًا من سن السادسة فما فوق كانت نسبة المُصابين بحساسية الحليب الناتج من الغلوبيولين المناعي هـ أقل من 0.4%، وقد أُجريَت مراجعة في أوروبا شملت جميع الفئات العمرية ووُجد أن نسبة المصابين بحساسية الحليب هي 0.6%.

## الثقافة والمجتمع
كانت حساسية الحليب من أوائل حساسيات الطعام التي سُجلَّت. يشير نص يوناني طبي قديم منسوب لأبقراط (460 ق م:370 ق م) يصف كيفية ضرر بعض الأطعمة لأفرادٍ مُعينين دون الباقي: «... لا يؤذي الجبن الرجال على حدٍ سواء: يمكن للبعض أن يشبع رغبته منه دون أدنى ضرر بل إن هذا الجبن الذي يأكله وينسجم معه يقوِّي بشكل رائع، بينما يأتي ثماره مع البعض الآخر بشكلٍ سيء»، ففي هذا النص يحاول أبقراط شرح رد الفعل من تناول الجبن وفقًا لمذهب الأخلاط الأربعة مشيرًا إلى أن بعض الأمزجة بطبيعتها «عدائية للجبن وتُستَثار للعمل تحت تأثير هذا العداء».
بإقرار قوانين الملصقات الإلزامية ازداد الوعي بحساسية الطعام والذي أثّر على جودة حياة الأطفال وآبائهم والذين يرعَونهم. في الولايات المتحدة، يُمَكّن قانون تحديد الطعام المسبب للحساسية وحماية المستهلك الصادر عام 2004 الناسَ من تذكر مشاكل الحساسية في كل وقت عند التعامل مع عبوة طعام، وقد أضافت المطاعم تحذيرات من مسببات الحساسية في قوائم الطعام كما أن الأنظمة المدرسية لديها برتوكولات حول الأطعمة التي يمكن إحضارها إلى المدرسة، وعلى الرغم من كل هذه الاحتياطات، فإن الأشخاص الذين يعانون من الحساسية الشديدة قد يتعرضون بصورة عارضة لأحد مُسببات الحساسية بسهولة سواءً في منازل الآخرين أو في المدرسة أو في المطاعم، والخوف من الطعام له تأثير كبير على جودة الحياة. بالنسبة للأطفال الذين يعانون من الحساسية تتأثر حياتهم أيضًا بأفعال أقرانهم من زيادة في إمكانية حدوث التنمر، والذي قد يشمل التهديد أو التلميس المُتعمَّد للأطعمة التي يتحسسون منها أو تلويث طعامهم الخالي من مسببات الحساسية عن عمد.

### قانون وضع الملصقات

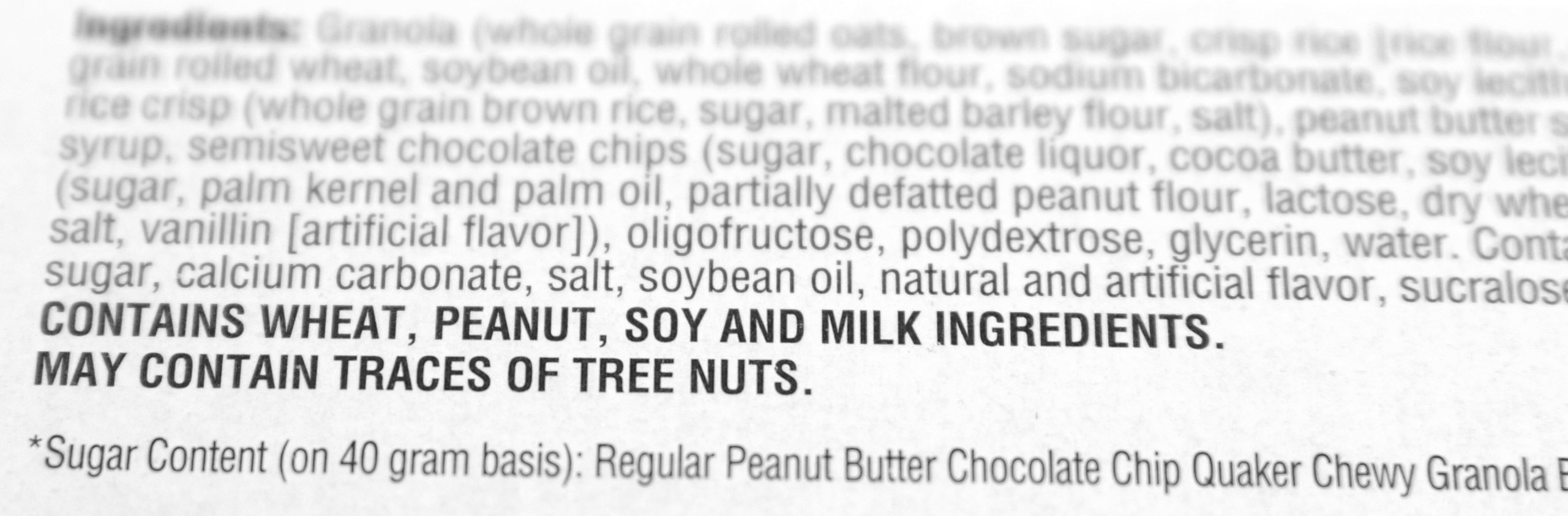
مثال على عبارة "قد يحتوي على قدر ضئيل من..." MAY CONTAIN TRACES OF... والتي تُستخدم كوسيلة لإدراج كميات ضئيلة من مسببات الحساسية في منتج غذائي نتيجة التلوث العرضي أثناء التصنيع

من أجل مجابهة المخاطر التي تسببها بعض الأطعمة للأشخاص الذين يعانون من حساسيات الطعام قامت بعض البلدان بوضع قوانين الملصقات والذي مكّن المستهلكين من معرفة ما إذا كانت المنتجات الغذائية التي يستهلكونها تحتوي على مُسببات الحساسية الرئيسية أو الثانوية في مكوناتها المُضافة بصورة مُتعمَّدَة إلى الأطعمة، ومع ذلك فإنه لا توجد قوانين صارمة بخصوص الإعلان عن وجود المقادير الضئيلة من الألبان أو منتجاته في الأطعمة في أي دولة ما عدا البرازيل.

#### المكونات المضافة عمداً
في الولايات المتحدة، يلزم قانون تحديد الطعام المسبب للحساسية وحماية المستهلك الشركاتِ أن توضح في الملصق ما إذا كان المنتج الغذائي المُعبأ يحتوي على مسببات حساسيات الطعام الرئيسية المُضافة عمدًا إلى المنتج كحليب الأبقار الأبقار والفول السوداني والبيض والمحار والأسماك والمكسرات وفول الصويا والقمح أم لا. وضعت هيئة الدستور الغذائي التابعة لمنظمة الصحة العالمية قائمة بهذه الأصناف عام 1999. للوفاء بمتطلبات القانون آنف الذكر فإنه إذا كان مكون أحد الأغذية مُشتقا من إحدى المواد المسببة للحساسية فيجب أن يكون اسم مصدر المكون الغذائي بين قوسين على سبيل المثال: «كازين (حليب)» أو أن يكون هناك عبارة مستقلة مجاورة لقائمة المكونات مثل «يحتوي على حليب» -أو أي مسبب من مسببات الحساسية الأخرى التي يلزم ذكرها-. يعد إدراج مكونات الالبان إلزاميًا أيضًا في الاتحاد الأوروبي وأكثر من اثنتي عشرة دولة أخرى.
ينطبق هذا القانون على الأطعمة المُعبأة التي تنظمها إدارة الغذاء والدواء الأمريكية والتي لا تشمل الدواجن ومعظم أنواع اللحوم وبعض منتجات البيض ومعظم المشروبات الكحولية، ومع ذلك فقد تحتوي بعض منتجات اللحوم والدواجن والبيض المُصنعة على مكونات مسببة للحساسية مثل بروتينات الحليب، وتُنظَّم هذه المنتجات من قبل مصلحة سلامة الغذاء والمراقبة الأمريكية والتي تلزم بأن يُعلن عن أي مكون في ملصقات الطعام باسمه الشائع المعروف، ولكنه وَفقًا لهذه المصلحة فليس إلزاميا استخدام الجمل الاعتراضية والعبارات التنبيهية مثل «قد يحتوي على حليب» عند الإفصاح عن وجود مكون مسبب للحساسية.
في الولايات المتحدة لا يوجد أمر رسمي فيدرالي لمعالجة وجود مسببات الحساسية في المنتجات الدوائية، ولا ينطبق قانون تحديد الطعام المسبب للحساسية وحماية المستهلك على الأدوية أو مستحضرات التجميل، ولا ينطبق هذا القانون أيضًا على الأطعمة المعدَّة في المطاعم.

#### المكونات الضئيلة المضافة نتيجة التلوث العرضي
لقد أُثير الجدل حول أهمية الملصقات التنبيهية للمواد المسببة للحساسية المضافة نتيجة التلوث العرضي والذي قد يحدث نتيجة التلوث والتلامس العرضي في أي مرحلة من مراحل تصنيع الغذاء بدايةً من نقل المواد الخام والتخزين والمناولة أثناء الصناعة والتعبئة، إلخ... يرى الخبراء في هذا المجال أنه إذا كان وضع الملصقات لهذه المواد مفيدًا للمستهلكين والمتخصصين في مجال الرعاية الصحية الذين يعالجون هؤلاء المستهلكين فإنه ينبغي أن يُتفق حول الأطعمة التي تتطلب العلامات والملصقات وتحديد الحد الأدنى من كمية المواد الذي يبدأ من خلاله إدراجها في الملصقات، والتحقق من من اختبارات طرق الكشف عن مسببات الحساسية.
لقد عُدِّلت لوائح الملصقات من أجل إضافة الملصقات الطوعية بجانب الملصقات الإلزامية، والتي سُميت بـ«التمييز الوقائي ضد مسببات الحساسية» (PAL) والتي اشتُهرت بعيارة «قد يحتوي على...»، وتُستخدم من أجل احتمال وجود كمية ضئيلة من الملوثات التي أُضيفت عن غير قصد أثناء عملية الإنتاج، ومن الممكن أن يكون نظام التمييز الوقائي هذا مُربكا للمستهلكين خاصة لوجود العديد من الاختلافات في طرق صياغة التحذير. اعتبارا من عام 2014 أصبح نظام التمييز الوقائي مُنظمًا في سويسرا واليابان والأرجنتين وجنوب أفريقيا فقط. قررت الأرجنتين حظر وضع الملصقات الاحترازية لمسببات الحساسية منذ عام 2010، وبلًا من ذلك فإنها تضع المسؤولية على الشركة المُصنعة للتحكم في عملية الإنتاج وتوضع الملصقات للمكونات المُسببة للحساسية المعروفة في المنتجات فقط. أيضًا فإن جنوب أفريقيا لا تسمح باستخدام التمييز الوقائي إلا في حالة قيام الشركة المصنعة بإثبات احتمالية وجود مسببات حساسية نتيجة التلوث العرضي مع الالتزام بالممارسات التصنيعية الجيدة وهذا عن طريق إجراء تقييم مخاطر موثَّق. في أستراليا ونيوزلندا هناك توصية باستخدام نظام VITAL 2.0 بدلا من نظام التمييز الوقائي (PAL). هُناك دراسة أُجريت على 1% من سكان أستراليا ونيوزلندا حددت الجرعة المسببة لرد فعل تحسسي بمقدار 0.01 ملليجرام من حليب البقر، وباستخدام هذه الجرعة المرجعية الحدية سيُزود مصنعو المواد الغذائية بإرشادات لتطوير الملصقات الاحترازية وسيفهم المستهلكون بشكل أفضل عن التلوث العرضي والذي يُشار إليه بعبارة «قد يحتوي على...»، وقد طُوّر نظام (VITAL 2.0) بواسطة مكتب مسببات الحساسية وهي منظمة غير حكومية ترعاها صناعة الأغذية. بدأ الاتحاد الأوروبي أيضًا في عملية إنشاء لوائح لملصقات التلوث العرضي، ولا يُتوقع نشرها قبل عام 2024.
تمثل قلة الالتزام بلوائح وضع الملصقات مشكلة أيضًا فعلى سبيل المثال وثقت إدارة الغذاء والدواء الأمريكية عدم إدراج الحليب في مكونات ألواح الشوكولاتة السوداء حيث فحصت إدارة الغذاء والدواء 94 لوحًا من الشوكولاتة السوداء: ستة فقط منهم أُدرج عليها الحليب ضمن مكوناتها والثمانية والثمانين الباقين لم يدرجوا الحليب، وبعد الفحص وُجد أن واحدًا وخمسين نوعًا من الثمانية والثمانين يحتوي بالفعل على بروتينات الحليب وإن كان بعضًا منهم قد أدرج الحليب في ملصقات التمييز الوقائي بوضع عبارة «قد تحتوي على منتجات الألبان» أما البعض الأخر فادعى خلو الشوكولاتة من منتجات الألبان أو أنها تحتوي على مكونات نباتية على الرغم من أن الفحص وضح إيجابية الاختبار مع بروتينات حليب الأبقار.
منذ عام 2016 في البرازيل أصبح الإعلان عن إمكانية وجود تلوث عرضي إلزاميًا عندما لا يُضاف للمنتج عن قصد أي طعام مثير للحساسية أو مشتقاته حيث إن الممارسات التصنيعية الجيدة وإجراءات التحكم في مسببات الحساسية المُعتمَدة ليست كافيةً لمنع حدوث تلوث عرضي ولو بكميات قليلة ويتم تضمين حليب جميع أنواع الثدييات ضمن الأطعمة المُسببة للحساسية.

## الأبحاث
تؤدي عملية إزالة التحسس إلى تقليل أعراض الحساسية أو هدوئها لدى بعض الأشخاص، وقد أُجرِيَت دراسات أولية حول دورها في علاج حساسية الحليب، وهي عملية بطيئة تحصل عبر استهلاك كميات صغيرة من البروتين المسبب للحساسية حتى يُصبح الجسم قادرًا على تحمله وعدم التحسس منه عند التعرض لكميات كبيرة من هذا البروتين، وهذا ما يُسمى بالعلاج المناعي الفموي. وُوفِق على العلاج المناعي تحت اللسلان لعلاج حساسية الحليب ضد الأعشاب والدمسيسة، وفيه يُحتفظ بالبروتين المُسبب للحساسية بالفم تحت اللسان، ولم لم تُستخدم هذه الطريقة لمُعالجة حساسيات الأطعمة. يبدو أن عملية إزالة التحسس بالعلاج المناعي الفموي لحساسية الحليب آمنة نسبيًا وقد تكون فعالة، ومع ذلك فهناك حاحجة إلى المزيد من الدراسات لفهم الاستجابة المناعية الكلية، وحتى الآن لا يمكن معرفة المدة اللازمة لإزالة التحسس.
هناك بحثٌ - غير خاص بحساسية الحليب - أُجري حول استخدام المُعِينات الحيوية والمعينات غير الحيوية [الإنجليزية] ومخلوطهما (المعينات المُختلطة [الإنجليزية]) كوسيلة للعلاج والوقاية من الحساسية لدى الرضع والأطفال، ومن المُراجعات اتضح وجود فائدة علاجية لالتهاب الجلد، ولكن لم تثبت أي فائدة علاجية في الربو والأزيز والتهاب الأنف، وقد خلصت بعض المُراجعات أنه يمكن التوصية باستخدام هذه الطريقة العلاجية في الممارسات السريرية.

## الهوامش
- «1»: حساسية الحليب[ar 1] أو حساسية اللبن أو أَرجيَّة الحليب أو أرجية اللبن (بالإنجليزية: Milk allergy)‏.

### باللغة الإنجليزية
1. 1 2  Nwaru BI، Hickstein L، Panesar SS، Roberts G، Muraro A، Sheikh A (أغسطس 2014). "Prevalence of common food allergies in Europe: a systematic review and meta-analysis". Allergy. ج. 69 ع. 8: 992–1007. DOI:10.1111/all.12423. PMID:24816523.
2. 1 2  Caffarelli C، Baldi F، Bendandi B، Calzone L، Marani M، Pasquinelli P (يناير 2010). "Cow's milk protein allergy in children: a practical guide". Italian Journal of Pediatrics. ج. 36: 5. DOI:10.1186/1824-7288-36-5. PMC:2823764. PMID:20205781.{{استشهاد بدورية محكمة}}:  صيانة الاستشهاد: دوي مجاني غير معلم (link)
3. ↑  "Asthma and Allergy Foundation of America". مؤرشف من الأصل في 6 أكتوبر 2012. اطلع عليه بتاريخ 23 ديسمبر 2012.
4. 1 2 3 4  FDA. "Food Allergen Labeling and Consumer Protection Act of 2004 Questions and Answers". مؤرشف من الأصل في 2020-11-12. اطلع عليه بتاريخ 2017-09-29.
5. 1 2 3 4 5 6 7  FDA (18 ديسمبر 2017). "Food Allergies: What You Need to Know". مؤرشف من الأصل في 2020-11-11. اطلع عليه بتاريخ 2018-01-12.
6. 1 2  Urisu A، Ebisawa M، Ito K، Aihara Y، Ito S، Mayumi M، Kohno Y، Kondo N (سبتمبر 2014). "Japanese Guideline for Food Allergy 2014". Allergology International. ج. 63 ع. 3: 399–419. DOI:10.2332/allergolint.14-RAI-0770. PMID:25178179.
7. 1 2 3  "Food allergen labelling and information requirements under the EU Food Information for Consumers Regulation No. 1169/2011: Technical Guidance" (April 2015). نسخة محفوظة 07 يوليو 2017 على موقع واي باك مشين.
8. 1 2 3 4 5 6  Lifschitz C، Szajewska H (فبراير 2015). "Cow's milk allergy: evidence-based diagnosis and management for the practitioner". European Journal of Pediatrics. ج. 174 ع. 2: 141–50. DOI:10.1007/s00431-014-2422-3. PMC:4298661. PMID:25257836.
9. 1 2  Taylor SL، Hefle SL (يونيو 2006). "Food allergen labeling in the USA and Europe". Current Opinion in Allergy and Clinical Immunology (Review). ج. 6 ع. 3: 186–90. DOI:10.1097/01.all.0000225158.75521.ad. PMID:16670512.
10. ↑  Taylor SL، Hefle SL، Bindslev-Jensen C، Atkins FM، Andre C، Bruijnzeel-Koomen C، وآخرون (مايو 2004). "A consensus protocol for the determination of the threshold doses for allergenic foods: how much is too much?". Clinical and Experimental Allergy (Review. Consensus Development Conference. Research Support, Non-U.S. Gov't). ج. 34 ع. 5: 689–95. DOI:10.1111/j.1365-2222.2004.1886.x. PMID:15144458. مؤرشف من الأصل في 2019-08-09.
11. 1 2 3 4 5 6 7 8  Allen KJ، Turner PJ، Pawankar R، Taylor S، Sicherer S، Lack G، Rosario N، Ebisawa M، Wong G، Mills EN، Beyer K، Fiocchi A، Sampson HA (2014). "Precautionary labelling of foods for allergen content: are we ready for a global framework?". The World Allergy Organization Journal. ج. 7 ع. 1: 1–14. DOI:10.1186/1939-4551-7-10. PMC:4005619. PMID:24791183.{{استشهاد بدورية محكمة}}:  صيانة الاستشهاد: دوي مجاني غير معلم (link)
12. 1 2 3  "Agência Nacional de Vigilância Sanitária Guia sobre Programa de Controle de Alergênicos". Agência Nacional de Vigilância Sanitária (ANVISA). 2016. مؤرشف من الأصل في 2020-08-02. اطلع عليه بتاريخ 2018-04-07.
13. 1 2 3  Savage J، Johns CB (فبراير 2015). "Food allergy: epidemiology and natural history". Immunology and Allergy Clinics of North America. ج. 35 ع. 1: 45–59. DOI:10.1016/j.iac.2014.09.004. PMC:4254585. PMID:25459576.
14. ↑  Vandenplas Y (يوليو 2017). "Prevention and Management of Cow's Milk Allergy in Non-Exclusively Breastfed Infants". Nutrients. ج. 9 ع. 7: 731. DOI:10.3390/nu9070731. PMC:5537845. PMID:28698533.{{استشهاد بدورية محكمة}}:  صيانة الاستشهاد: دوي مجاني غير معلم (link)
15. 1 2  Liu AH، Jaramillo R، Sicherer SH، Wood RA، Bock SA، Burks AW، Massing M، Cohn RD، Zeldin DC (أكتوبر 2010). "National prevalence and risk factors for food allergy and relationship to asthma: results from the National Health and Nutrition Examination Survey 2005-2006". The Journal of Allergy and Clinical Immunology. ج. 126 ع. 4: 798–806.e13. DOI:10.1016/j.jaci.2010.07.026. PMC:2990684. PMID:20920770.
16. 1 2  
  - Brożek JL، Terracciano L، Hsu J، Kreis J، Compalati E، Santesso N، وآخرون (مارس 2012). "Oral immunotherapy for IgE-mediated cow's milk allergy: a systematic review and meta-analysis". Clinical and Experimental Allergy. ج. 42 ع. 3: 363–74. DOI:10.1111/j.1365-2222.2011.03948.x. PMID:22356141.
  - Martorell Calatayud C، Muriel García A، Martorell Aragonés A، De La Hoz Caballer B (2014). "Safety and efficacy profile and immunological changes associated with oral immunotherapy for IgE-mediated cow's milk allergy in children: systematic review and meta-analysis". Journal of Investigational Allergology & Clinical Immunology. ج. 24 ع. 5: 298–307. PMID:25345300.
17. 1 2  Koletzko S، Niggemann B، Arato A، Dias JA، Heuschkel R، Husby S، وآخرون (أغسطس 2012). "Diagnostic approach and management of cow's-milk protein allergy in infants and children: ESPGHAN GI Committee practical guidelines". Journal of Pediatric Gastroenterology and Nutrition (Practice Guideline). ج. 55 ع. 2: 221–9. DOI:10.1097/MPG.0b013e31825c9482. PMID:22569527.
18. 1 2 3  مدلاين بلس Food allergy
19. 1 2  Sicherer SH، Sampson HA (فبراير 2014). "Food allergy: Epidemiology, pathogenesis, diagnosis, and treatment". The Journal of Allergy and Clinical Immunology. ج. 133 ع. 2: 291–307, quiz 308. DOI:10.1016/j.jaci.2013.11.020. PMID:24388012.
20. ↑  Venter C، Brown T، Meyer R، Walsh J، Shah N، Nowak-Węgrzyn A، وآخرون (2017). "Better recognition, diagnosis and management of non-IgE-mediated cow's milk allergy in infancy: iMAP-an international interpretation of the MAP (Milk Allergy in Primary Care) guideline". Clinical and Translational Allergy. ج. 7: 26. DOI:10.1186/s13601-017-0162-y. PMC:5567723. PMID:28852472.{{استشهاد بدورية محكمة}}:  صيانة الاستشهاد: دوي مجاني غير معلم (link)
21. 1 2  Leonard SA (نوفمبر 2017). "Non-IgE-mediated Adverse Food Reactions". Current Allergy and Asthma Reports. ج. 17 ع. 12: 84. DOI:10.1007/s11882-017-0744-8. PMID:29138990. S2CID:207324496.
22. 1 2  Caubet JC، Szajewska H، Shamir R، Nowak-Węgrzyn A (فبراير 2017). "Non-IgE-mediated gastrointestinal food allergies in children". Pediatric Allergy and Immunology. ج. 28 ع. 1: 6–17. DOI:10.1111/pai.12659. PMID:27637372.
23. 1 2  Nowak-Węgrzyn A، Chehade M، Groetch ME، Spergel JM، Wood RA، Allen K، وآخرون (أبريل 2017). "International consensus guidelines for the diagnosis and management of food protein-induced enterocolitis syndrome: Executive summary-Workgroup Report of the Adverse Reactions to Foods Committee, American Academy of Allergy, Asthma & Immunology". The Journal of Allergy and Clinical Immunology. ج. 139 ع. 4: 1111–1126.e4. DOI:10.1016/j.jaci.2016.12.966. PMID:28167094.
24. ↑  "Food allergy". NHS Choices. 16 مايو 2016. مؤرشف من الأصل في 2020-12-30. اطلع عليه بتاريخ 2017-01-31. A food allergy is when the body's immune system reacts unusually to specific foods
25. ↑  Food Reactions. Allergies نسخة محفوظة 2010-04-16 على موقع واي باك مشين.. Foodreactions.org. Kent, England. 2005. Accessed 27 Apr 2010.
26. ↑  Mayo Clinic. Causes of Food Allergies. نسخة محفوظة 2010-02-27 على موقع واي باك مشين. April 2010.
27. 1 2 3  Janeway، Charles؛ Paul Travers؛ Mark Walport؛ Mark Shlomchik (2001). Immunobiology; Fifth Edition. New York and London: Garland Science. ص. e–book. ISBN:978-0-8153-4101-7. مؤرشف من الأصل في 2009-06-28. {{استشهاد بكتاب}}: الوسيط غير المعروف |name-list-format= تم تجاهله يقترح استخدام |name-list-style= (مساعدة)
28. 1 2  Grimbaldeston MA، Metz M، Yu M، Tsai M، Galli SJ (ديسمبر 2006). "Effector and potential immunoregulatory roles of mast cells in IgE-associated acquired immune responses". Current Opinion in Immunology. ج. 18 ع. 6: 751–60. DOI:10.1016/j.coi.2006.09.011. PMID:17011762.
29. ↑  Holt PG، Sly PD (أكتوبر 2007). "Th2 cytokines in the asthma late-phase response". Lancet. ج. 370 ع. 9596: 1396–8. DOI:10.1016/S0140-6736(07)61587-6. PMID:17950849. S2CID:40819814.
30. ↑  Soares-Weiser K، Takwoingi Y، Panesar SS، Muraro A، Werfel T، Hoffmann-Sommergruber K، Roberts G، Halken S، Poulsen L، van Ree R، Vlieg-Boerstra BJ، Sheikh A (يناير 2014). "The diagnosis of food allergy: a systematic review and meta-analysis". Allergy. ج. 69 ع. 1: 76–86. DOI:10.1111/all.12333. PMID:24329961.
31. ↑  Cuomo B، Indirli GC، Bianchi A، Arasi S، Caimmi D، Dondi A، La Grutta S، Panetta V، Verga MC، Calvani M (أكتوبر 2017). "Specific IgE and skin prick tests to diagnose allergy to fresh and baked cow's milk according to age: a systematic review". Italian Journal of Pediatrics. ج. 43 ع. 1: 93. DOI:10.1186/s13052-017-0410-8. PMC:5639767. PMID:29025431.{{استشهاد بدورية محكمة}}:  صيانة الاستشهاد: دوي مجاني غير معلم (link)
32. 1 2  Heine RG، AlRefaee F، Bachina P، De Leon JC، Geng L، Gong S، Madrazo JA، Ngamphaiboon J، Ong C، Rogacion JM (2017). "Lactose intolerance and gastrointestinal cow's milk allergy in infants and children - common misconceptions revisited". The World Allergy Organization Journal. ج. 10 ع. 1: 41. DOI:10.1186/s40413-017-0173-0. PMC:5726035. PMID:29270244.{{استشهاد بدورية محكمة}}:  صيانة الاستشهاد: دوي مجاني غير معلم (link)
33. ↑  Feuille E، Nowak-Węgrzyn A (أغسطس 2015). "Food Protein-Induced Enterocolitis Syndrome, Allergic Proctocolitis, and Enteropathy". Current Allergy and Asthma Reports. ج. 15 ع. 8: 50. DOI:10.1007/s11882-015-0546-9. PMID:26174434.
34. ↑  Guandalini S، Newland C (أكتوبر 2011). "Differentiating food allergies from food intolerances". Current Gastroenterology Reports (Review). ج. 13 ع. 5: 426–34. DOI:10.1007/s11894-011-0215-7. PMID:21792544.
35. ↑  Deng Y، Misselwitz B، Dai N، Fox M (سبتمبر 2015). "Lactose Intolerance in Adults: Biological Mechanism and Dietary Management". Nutrients (Review). ج. 7 ع. 9: 8020–35. DOI:10.3390/nu7095380. PMC:4586575. PMID:26393648.{{استشهاد بدورية محكمة}}:  صيانة الاستشهاد: دوي مجاني غير معلم (link)
36. ↑  Heyman MB (سبتمبر 2006). "Lactose intolerance in infants, children, and adolescents". Pediatrics. ج. 118 ع. 3: 1279–86. DOI:10.1542/peds.2006-1721. PMID:16951027.
37. 1 2 3 4 5  "Lactose Intolerance". NIDDK. يونيو 2014. مؤرشف من الأصل في 2016-10-25. اطلع عليه بتاريخ 2016-10-25.
38. ↑  Berni Canani R، Pezzella V، Amoroso A، Cozzolino T، Di Scala C، Passariello A (مارس 2016). "Diagnosing and Treating Intolerance to Carbohydrates in Children". Nutrients. ج. 8 ع. 3: 157. DOI:10.3390/nu8030157. PMC:4808885. PMID:26978392.{{استشهاد بدورية محكمة}}:  صيانة الاستشهاد: دوي مجاني غير معلم (link)
39. ↑  de Silva D، Geromi M، Halken S، Host A، Panesar SS، Muraro A، وآخرون (مايو 2014). "Primary prevention of food allergy in children and adults: systematic review". Allergy. ج. 69 ع. 5: 581–9. DOI:10.1111/all.12334. PMC:4536586. PMID:24433563.
40. 1 2 3  Kramer MS، Kakuma R (يونيو 2014). "Maternal dietary antigen avoidance during pregnancy or lactation, or both, for preventing or treating atopic disease in the child". Evidence-Based Child Health. ج. 9 ع. 2: 447–83. DOI:10.1002/ebch.1972. PMID:25404609.
41. 1 2  National Academies of Sciences, Engineering, and Medicine، Health and Medicine Division، Food and Nutrition Board، Committee on Food Allergies: Global Burden, Causes, Treatment, Prevention, and Public Policy (نوفمبر 2016). Finding a Path to Safety in Food Allergy: Assessment of the Global Burden, Causes, Prevention, Management, and Public Policy. ISBN:978-0-309-45031-7. PMID:28609025. مؤرشف من الأصل في 2020-10-29. {{استشهاد بكتاب}}: |مؤلف4= باسم عام (مساعدة)صيانة الاستشهاد: أسماء متعددة: قائمة المؤلفين (link)
42. ↑  Anderson J، Malley K، Snell R (يوليو 2009). "Is 6 months still the best for exclusive breastfeeding and introduction of solids? A literature review with consideration to the risk of the development of allergies". Breastfeeding Review. ج. 17 ع. 2: 23–31. PMID:19685855.
43. 1 2  Fiocchi A، Dahda L، Dupont C، Campoy C، Fierro V، Nieto A (2016). "Cow's milk allergy: towards an update of DRACMA guidelines". The World Allergy Organization Journal. ج. 9 ع. 1: 35. DOI:10.1186/s40413-016-0125-0. PMC:5109783. PMID:27895813.{{استشهاد بدورية محكمة}}:  صيانة الاستشهاد: دوي مجاني غير معلم (link)
44. ↑  Labeling of Infant Formula: Guidance for Industry U.S. Food and Drug Administration (2016) Accessed 11 December 2017. نسخة محفوظة 02 مايو 2017 على موقع واي باك مشين.
45. ↑  Boyle RJ، Ierodiakonou D، Khan T، Chivinge J، Robinson Z، Geoghegan N، Jarrold K، Afxentiou T، Reeves T، Cunha S، Trivella M، Garcia-Larsen V، Leonardi-Bee J (مارس 2016). "Hydrolysed formula and risk of allergic or autoimmune disease: systematic review and meta-analysis". BMJ. ج. 352: i974. DOI:10.1136/bmj.i974. PMC:4783517. PMID:26956579.
46. 1 2 3 4  Kattan JD، Cocco RR، Järvinen KM (أبريل 2011). "Milk and soy allergy". Pediatric Clinics of North America (Review). ج. 58 ع. 2: 407–26, x. DOI:10.1016/j.pcl.2011.02.005. PMC:3070118. PMID:21453810.
47. 1 2  Yeung JP، Kloda LA، McDevitt J، Ben-Shoshan M، Alizadehfar R (نوفمبر 2012). "Oral immunotherapy for milk allergy". The Cochrane Database of Systematic Reviews. ج. 11: CD009542. DOI:10.1002/14651858.CD009542.pub2. PMID:23152278.
48. ↑  Tang AW (أكتوبر 2003). "A practical guide to anaphylaxis". American Family Physician. ج. 68 ع. 7: 1325–32. PMID:14567487.
49. ↑  The EAACI Food Allergy and Anaphylaxis Guidelines Group، Muraro A، Roberts G، Worm M، Bilò MB، Brockow K، وآخرون (أغسطس 2014). "Anaphylaxis: guidelines from the European Academy of Allergy and Clinical Immunology". Allergy. ج. 69 ع. 8: 1026–45. DOI:10.1111/all.12437. PMID:24909803.
50. ↑  Moneret-Vautrin DA، Kanny G (يونيو 2004). "Update on threshold doses of food allergens: implications for patients and the food industry". Current Opinion in Allergy and Clinical Immunology (Review). ج. 4 ع. 3: 215–9. DOI:10.1097/00130832-200406000-00014. PMID:15126945.
51. 1 2  Allen KJ، Remington BC، Baumert JL، Crevel RW، Houben GF، Brooke-Taylor S، Kruizinga AG، Taylor SL (يناير 2014). "Allergen reference doses for precautionary labeling (VITAL 2.0): clinical implications". The Journal of Allergy and Clinical Immunology. ج. 133 ع. 1: 156–64. DOI:10.1016/j.jaci.2013.06.042. PMID:23987796.
52. 1 2 3 4 5 6  FDA (14 ديسمبر 2017). "Have Food Allergies? Read the Label". مؤرشف من الأصل في 2020-11-12. اطلع عليه بتاريخ 2018-01-14.
53. 1 2 3  "Food Ingredients of Public Health Concern" (PDF). United States Department of Agriculture. Food Safety and Inspection Service. 7 مارس 2017. مؤرشف من الأصل (PDF) في 2020-11-12. اطلع عليه بتاريخ 2018-02-16.
54. 1 2 3  "Allergies and Food Safety". United States Department of Agriculture. Food Safety and Inspection Service. 1 ديسمبر 2016. مؤرشف من الأصل في 2020-11-13. اطلع عليه بتاريخ 2018-02-16.
55. 1 2  "Milk Allergy Diet" (PDF). University of Wisconsin Hospital and Clinics. Clinical Nutrition Services Department and the Department of Nursing. 2015. مؤرشف من الأصل (PDF) في 2018-01-15. اطلع عليه بتاريخ 2018-01-14.
56. ↑  FDA (12 أكتوبر 2014). "Finding Food Allergens Where They Shouldn't Be". مؤرشف من الأصل في 2019-04-23. اطلع عليه بتاريخ 2018-02-11.
57. ↑  Martorell-Aragonés A، Echeverría-Zudaire L، Alonso-Lebrero E، Boné-Calvo J، Martín-Muñoz MF، Nevot-Falcó S، Piquer-Gibert M، Valdesoiro-Navarrete L (2015). "Position document: IgE-mediated cow's milk allergy". Allergologia et Immunopathologia (Practice Guideline. Review). ج. 43 ع. 5: 507–26. DOI:10.1016/j.aller.2015.01.003. PMID:25800671.
58. ↑  
  - Nanagas VC، Baldwin JL، Karamched KR (يوليو 2017). "Hidden Causes of Anaphylaxis". Current Allergy and Asthma Reports. ج. 17 ع. 7: 44. DOI:10.1007/s11882-017-0713-2. PMID:28577270.
  - Martín-Muñoz MF، Fortuni M، Caminoa M، Belver T، Quirce S، Caballero T (ديسمبر 2012). "Anaphylactic reaction to probiotics. Cow's milk and hen's egg allergens in probiotic compounds". Pediatric Allergy and Immunology. ج. 23 ع. 8: 778–84. DOI:10.1111/j.1399-3038.2012.01338.x. PMID:22957765.
59. ↑  "Milk Soy Protein Intolerance (MSPI)". dhhs.ne.gov (بالإنجليزية الأمريكية). 2017. Archived from the original on 2019-07-24. Retrieved 2018-02-14.
60. ↑  Bhatia J، Greer F (مايو 2008). "Use of soy protein-based formulas in infant feeding". Pediatrics. ج. 121 ع. 5: 1062–8. DOI:10.1542/peds.2008-0564. PMID:18450914.
61. 1 2  Skripak JM، Matsui EC، Mudd K، Wood RA (نوفمبر 2007). "The natural history of IgE-mediated cow's milk allergy". The Journal of Allergy and Clinical Immunology. ج. 120 ع. 5: 1172–7. DOI:10.1016/j.jaci.2007.08.023. PMID:17935766.
62. ↑  Fiocchi A، Restani P، Riva E (يونيو 2000). "Beef allergy in children". Nutrition. ج. 16 ع. 6: 454–7. DOI:10.1016/s0899-9007(00)00285-9. PMID:10869903.
63. ↑  Robbins KA، Wood RA، Keet CA (ديسمبر 2014). "Milk allergy is associated with decreased growth in US children". The Journal of Allergy and Clinical Immunology. ج. 134 ع. 6: 1466–1468.e6. DOI:10.1016/j.jaci.2014.08.037. PMC:4362703. PMID:25312758.
64. ↑  Smith، Matthew (2015). Another Person's Poison: A History of Food Allergy. New York City, New York: Columbia University Press. ص. 22–23, 26. ISBN:978-0-231-53919-7. مؤرشف من الأصل في 2021-01-29.
65. ↑  
  - Ravid NL، Annunziato RA، Ambrose MA، Chuang K، Mullarkey C، Sicherer SH، Shemesh E، Cox AL (مارس 2015). "Mental health and quality-of-life concerns related to the burden of food allergy". The Psychiatric Clinics of North America. ج. 38 ع. 1: 77–89. DOI:10.1016/j.psc.2014.11.004. PMID:25725570.
  - Morou Z، Tatsioni A، Dimoliatis ID، Papadopoulos NG (2014). "Health-related quality of life in children with food allergy and their parents: a systematic review of the literature". Journal of Investigational Allergology & Clinical Immunology. ج. 24 ع. 6: 382–95. PMID:25668890.
66. 1 2  
  - Lange L (2014). "Quality of life in the setting of anaphylaxis and food allergy". Allergo Journal International. ج. 23 ع. 7: 252–260. DOI:10.1007/s40629-014-0029-x. PMC:4479473. PMID:26120535.
  - van der Velde JL، Dubois AE، Flokstra-de Blok BM (ديسمبر 2013). "Food allergy and quality of life: what have we learned?". Current Allergy and Asthma Reports. ج. 13 ع. 6: 651–61. DOI:10.1007/s11882-013-0391-7. PMID:24122150. S2CID:326837.
67. ↑  Shah E، Pongracic J (أغسطس 2008). "Food-induced anaphylaxis: who, what, why, and where?". Pediatric Annals. ج. 37 ع. 8: 536–41. DOI:10.3928/00904481-20080801-06. PMID:18751571.
68. ↑  Fong AT، Katelaris CH، Wainstein B (يوليو 2017). "Bullying and quality of life in children and adolescents with food allergy". Journal of Paediatrics and Child Health. ج. 53 ع. 7: 630–635. DOI:10.1111/jpc.13570. PMID:28608485. S2CID:9719096.
69. ↑  Shah AV، Serajuddin AT، Mangione RA (مايو 2018). "Making All Medications Gluten Free". Journal of Pharmaceutical Sciences. ج. 107 ع. 5: 1263–1268. DOI:10.1016/j.xphs.2017.12.021. PMID:29287928.
70. ↑  
  - Roses JB (2011). "Food allergen law and the Food Allergen Labeling and Consumer Protection Act of 2004: falling short of true protection for food allergy sufferers". Food and Drug Law Journal. ج. 66 ع. 2: 225–42, ii. PMID:24505841.
  - FDA (18 يوليو 2006). "Food Allergen Labeling And Consumer Protection Act of 2004 Questions and Answers". مؤرشف من الأصل في 2020-11-12. اطلع عليه بتاريخ 2018-03-12.
71. ↑  Mills EN، Valovirta E، Madsen C، Taylor SL، Vieths S، Anklam E، Baumgartner S، Koch P، Crevel RW، Frewer L (ديسمبر 2004). "Information provision for allergic consumers--where are we going with food allergen labelling?". Allergy. ج. 59 ع. 12: 1262–8. DOI:10.1111/j.1398-9995.2004.00720.x. PMID:15507093. S2CID:40395908.
72. ↑  Taylor SL، Baumert JL (2015). "Worldwide food allergy labeling and detection of allergens in processed foods". Food Allergy: Molecular Basis and Clinical Practice. ج. 101. ص. 227–34. DOI:10.1159/000373910. ISBN:978-3-318-02340-4. PMID:26022883. {{استشهاد بكتاب}}: |صحيفة= تُجوهل (مساعدة)
73. 1 2  DunnGalvin A، Chan CH، Crevel R، Grimshaw K، Poms R، Schnadt S، وآخرون (سبتمبر 2015). "Precautionary allergen labelling: perspectives from key stakeholder groups". Allergy. ج. 70 ع. 9: 1039–51. DOI:10.1111/all.12614. PMID:25808296. S2CID:18362869.
74. ↑  Zurzolo GA، de Courten M، Koplin J، Mathai ML، Allen KJ (يونيو 2016). "Is advising food allergic patients to avoid food with precautionary allergen labelling out of date?". Current Opinion in Allergy and Clinical Immunology. ج. 16 ع. 3: 272–7. DOI:10.1097/ACI.0000000000000262. PMID:26981748. S2CID:21326926.
75. ↑  Taylor SL، Baumert JL، Kruizinga AG، Remington BC، Crevel RW، Brooke-Taylor S، Allen KJ، Houben G (يناير 2014). "Establishment of Reference Doses for residues of allergenic foods: report of the VITAL Expert Panel". Food and Chemical Toxicology. ج. 63: 9–17. DOI:10.1016/j.fct.2013.10.032. PMID:24184597.
76. ↑  The VITAL Program Allergen Bureau, Australia and New Zealand. نسخة محفوظة 29 نوفمبر 2020 على موقع واي باك مشين.
77. ↑  Popping B، Diaz-Amigo C (يناير 2018). "European Regulations for Labeling Requirements for Food Allergens and Substances Causing Intolerances: History and Future". Journal of AOAC International. ج. 101 ع. 1: 2–7. DOI:10.5740/jaoacint.17-0381. PMID:29202901.
78. ↑  "Consumer Updates – Dark Chocolate and Milk Allergies". FDA (بالإنجليزية). 2017. Archived from the original on 2019-12-14. Retrieved 2018-02-14.
79. ↑  Nowak-Węgrzyn A، Sampson HA (مارس 2011). "Future therapies for food allergies". The Journal of Allergy and Clinical Immunology. ج. 127 ع. 3: 558–73, quiz 574–5. DOI:10.1016/j.jaci.2010.12.1098. PMC:3066474. PMID:21277625.
80. ↑  Narisety SD، Keet CA (أكتوبر 2012). "Sublingual vs oral immunotherapy for food allergy: identifying the right approach". Drugs. ج. 72 ع. 15: 1977–89. DOI:10.2165/11640800-000000000-00000. PMC:3708591. PMID:23009174.
81. ↑  http://acaai.org/allergies/allergy-treatment/allergy-immunotherapy/sublingual-immunotherapy-slit/ Sublingual Therapy (SLIT) American College of Allergy, Asthma and Immunology نسخة محفوظة 2021-01-25 على موقع واي باك مشين.
82. ↑  Chang YS، Trivedi MK، Jha A، Lin YF، Dimaano L، García-Romero MT (مارس 2016). "Synbiotics for Prevention and Treatment of Atopic Dermatitis: A Meta-analysis of Randomized Clinical Trials". JAMA Pediatrics. ج. 170 ع. 3: 236–42. DOI:10.1001/jamapediatrics.2015.3943. PMID:26810481.
83. 1 2  Cuello-Garcia CA، Brożek JL، Fiocchi A، Pawankar R، Yepes-Nuñez JJ، Terracciano L، Gandhi S، Agarwal A، Zhang Y، Schünemann HJ (أكتوبر 2015). "Probiotics for the prevention of allergy: A systematic review and meta-analysis of randomized controlled trials". The Journal of Allergy and Clinical Immunology. ج. 136 ع. 4: 952–61. DOI:10.1016/j.jaci.2015.04.031. PMID:26044853.
84. 1 2  Osborn DA، Sinn JK (مارس 2013). "Prebiotics in infants for prevention of allergy". The Cochrane Database of Systematic Reviews ع. 3: CD006474. DOI:10.1002/14651858.CD006474.pub3. PMID:23543544.
85. ↑  Zuccotti G، Meneghin F، Aceti A، Barone G، Callegari ML، Di Mauro A، Fantini MP، Gori D، Indrio F، Maggio L، Morelli L، Corvaglia L (نوفمبر 2015). "Probiotics for prevention of atopic diseases in infants: systematic review and meta-analysis". Allergy. ج. 70 ع. 11: 1356–71. DOI:10.1111/all.12700. PMID:26198702.
86. ↑  
  - de Silva D، Geromi M، Panesar SS، Muraro A، Werfel T، Hoffmann-Sommergruber K، وآخرون (فبراير 2014). "Acute and long-term management of food allergy: systematic review". Allergy. ج. 69 ع. 2: 159–67. DOI:10.1111/all.12314. PMID:24215577. S2CID:206999857.
  - Zhang GQ، Hu HJ، Liu CY، Zhang Q، Shakya S، Li ZY (فبراير 2016). "Probiotics for Prevention of Atopy and Food Hypersensitivity in Early Childhood: A PRISMA-Compliant Systematic Review and Meta-Analysis of Randomized Controlled Trials". Medicine. ج. 95 ع. 8: e2562. DOI:10.1097/MD.0000000000002562. PMC:4778993. PMID:26937896.

### باللغة العربيَّة
1. ↑  كلوف، جوان (2013). الحساسية. ترجمة: عبود، مارك. مدينة الملك عبد العزيز للعلوم والتقنية. ص. 47. ISBN:9796500281643. مؤرشف من الأصل في 2021-04-26.

## وصلات خارجية
- حساسية الحليب على مبادرة الحساسية الغذائية [الإنجليزية]